# 田原市博物館

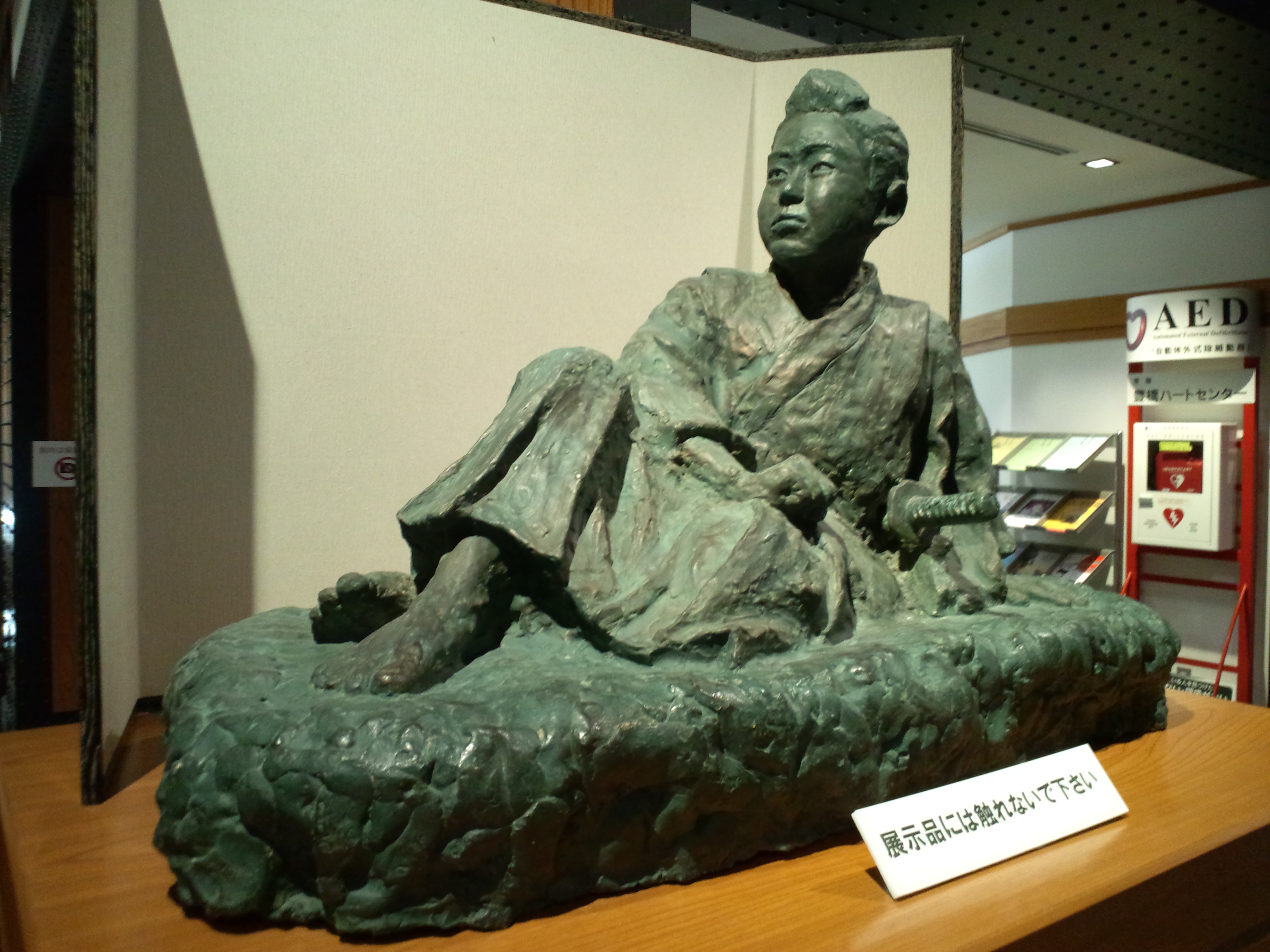
崋山立志像

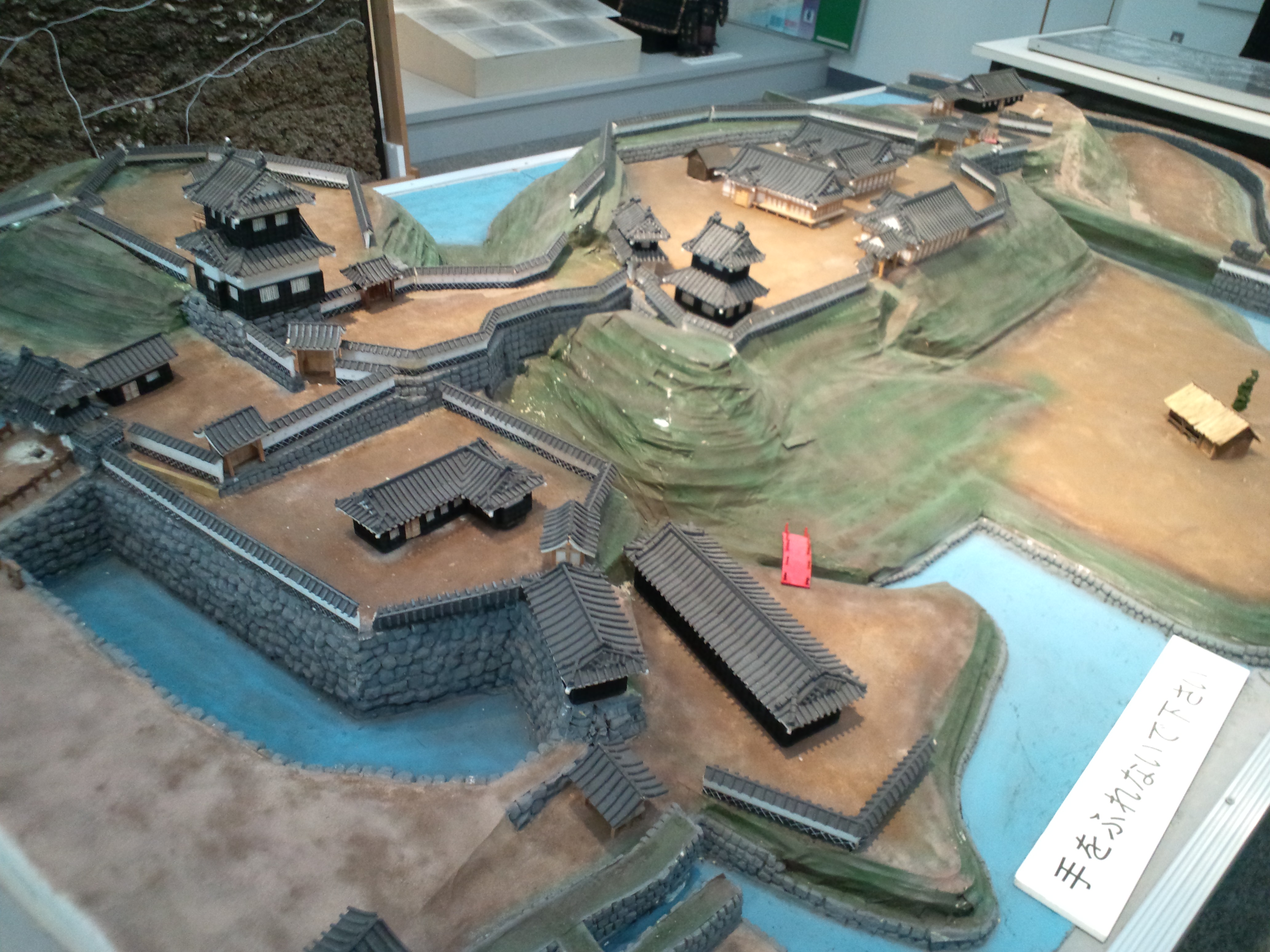
田原城の模型

田原市博物館（たはらしはくぶつかん）は、愛知県田原市にある市立の博物館。市民に郷土の歴史及び文化への興味や関心を促して、田原市の未来を示すとともに地域活性化の役割を担う。

## 概要
江戸時代の画家で田原藩の家老であった渡辺崋山に関連する作品や資料を展示する博物館で、1993年（平成5年）4月、田原城二ノ丸跡に開館した。2017年（平成29年）4月より、ドナルド・キーンが名誉館長に就任していた。
収蔵品には国の重要文化財に一括指定されている渡辺崋山関係資料（紙本著色一掃百態図1冊、渡辺崋山印22顆など32点）など崋山に関する貴重な作品や資料のほか、崋山の師であった谷文晁の作品や弟子の作品など崋山にゆかりのある人物の作品も多数収蔵している。
2015年1月に来館者50万人を達成した。
また、分館に田原市民俗資料館および田原市渥美郷土資料館がある。

## 歴史
- 1934年（昭和9年）10月　田原城二ノ丸跡に「崋山文庫」が開設[11]
- 1967年（昭和42年）4月　崋山会館内に「田原博物館」として移設[12]
- 1993年（平成5年）4月　田原城二ノ丸跡に「田原町博物館」として開館[13]

## 主な収蔵品

### 重要文化財
- 絹本著色千山万水図 渡辺崋山筆
- 渡辺崋山関係資料 一括
  - 紙本著色一掃百態図 渡辺崋山筆 1冊 文政元年の自序がある
  - 紙本墨画渡辺巴洲像画稿 渡辺崋山筆 1幅
  - 紙本著色及び墨画渡辺巴洲像画稿 渡辺崋山筆（五図） 1幅
  - 紙本淡彩日月大黒天図 渡辺崋山筆 1幅
  - 絹本著色孔子像 渡辺崋山筆 1幅 「天保戊戌五月念三日後学三宅友信薫沐拝写」の款がある
  - 渡辺崋山印（牙一、銅二、陶三、木四、石十一、竹一、印矩三、印箱一）　22顆、3箇、1合
  - 紙本墨書自筆画論（画譚、絵事御返事） 2冊
  - 紙本墨書自筆遊相記稿 1冊
  - 紙本墨書自筆狂歌草稿 1巻
  - 紙本墨書自筆退役願書稿 1冊
  - 紙本墨書自筆渡海願書及び助郷書類 1巻
  - 紙本墨書自筆獄中書簡（椿椿山宛）（2通） 1巻
  - 紙本墨画自筆獄廷素描及び記録 1巻
  - 絹本墨書自筆墓表（不忠不孝渡辺登） 1幅
  - 紙本墨書自筆遺書（渡辺立宛） 1巻
  - 紙本墨書自筆遺書（椿椿山宛） 1巻
  - 紙本墨書自筆手本（忠孝） 1幅 「三宅■太郎謹書」の款がある（■は人偏に「口」）
  - 自筆扁額（報民倉） 1面
  - 板絵墨画馬図　渡辺崋山筆（絵馬） 1面
  - 自決脇差 1口 茎に文政十三年八月日東播士祐国作並びに大野夕鷗贈呈の銘がある
  - 絹本著色渡辺崋山像 椿椿山筆 1幅 巻止に「崋山先生四十五歳象癸丑十月十一日稿」とある
  - 紙本著色小集図録及び書簡 椿椿山筆 1幅
  - 紙本墨書麹町一件日録　椿椿山筆1冊
  - 紙本墨書書簡及び書簡案 立原杏所、椿椿山筆（3通） 1巻
  - （以下、附指定）
    - 渡辺家年譜 1冊
    - 崋山先生略伝補 三宅片鉄著 1冊
    - 書簡（渡辺定通、渡辺崋山、妻たか） 1巻
    - 書簡（椿椿山） 1巻
    - 刀 銘吉家 1口
    - 短刀 銘国次 1口
    - 短刀 無銘（菊池槍） 1口
    - 絹本著色孔門十哲像 椿椿山等十筆 10幅  出典：『国宝・重要文化財大全 別巻』（所有者別総合目録・名称総索引・統計資料）、毎日新聞社、2000年

### 渡辺崋山
- 重要美術品　壬午図稿　文政5年（1822年）
- 重要美術品　牡丹図　　天保12年（1841年）
- 重要美術品　客坐掌記第十四　天保9年（1838年）
- 田原市指定文化財　福禄寿図 文化年間・明治時代
  - 崋山の鹿の図に次男の渡辺小崋が蝙蝠と霊芝を左右に配し福禄寿図としたもの。
- 田原市指定文化財　花卉鳥虫蔬果画冊	天保4年（1833年）
- 田原市指定文化財　商山四皓図屏風　天保年間
- 田原市指定文化財　月下芦雁之図　天保八年（1837年）
- 田原市指定文化財　四季山水画冊　天保八年（1837年）
- 田原市指定文化財　風竹之図　天保九年（1838年）
- 田原市指定文化財　千山万水図稿　天保年間
- 竹渓六逸之図　文政年間
- 立原翠軒像画稿　文政年間
- 漢高祖見酈食其図　天保2年（1831年）
- 三亀之図　天保三年（1832年）
- 卓文君図　天保五年（1834年）
- 翡翠扇面　天保八年（1837年）
- 糸瓜俳画之図　天保八年（1837年）
- 雛祭図　天保九年（1838年）
- 蓑笠画賛　天保年間
- ジャンヌダーク像　天保年間
- 乳犬図　江戸時代後期

### 渡辺小華
渡辺崋山の次男
- ヒポクラテス像　三宅友信賛　安政六年（1859）
- 煙草棉花写生図　明治時代
- 敗荷ケツ魚之図　明治時代
- 花禽十二帖　明治時代
- 白頭之図　明治十七年（1884）
- 黄雀覗蜘蛛図　江戸時代後期
- 霜楓図　明治時代

## 利用案内
- 開館時間 : 9:00 - 17:00（入館は16:30まで）[14]
- 休館日 : 月曜日（祝日の場合はその翌日）、展示替日、年末年始
- 料金 : 一般（高校生以上）310円、小中学生150円（企画展・特別展については別料金）

## 交通アクセス
- 豊橋鉄道渥美線「三河田原駅」下車、徒歩で約15分。
- 豊鉄バス伊良湖本線・支線「田原萱町」停留所下車、徒歩で約10分。
- 田原市ぐるりんバス「博物館入口」停留所下車、徒歩で約3分。

## 主な出版物
発行年順。同じ出版物内はページ順。
定期刊行物
『研究紀要・田原の文化』、旧称『研究紀要』
- 第6巻
  - 「ごあいさつ」2頁、DOI: 110.24484/sitereports.125810-91270。
  - 増山禎之「椿椿山『十二支図帖』について：『常長』時代作品の発掘」31-46頁、DOI: 10.24484/sitereports.125810-91272。
  - 小栗康寛「渥美・湖西窯の窯体構造と生産展開について」47-66頁、DOI: 10.24484/sitereports.125810-91273。
  - 藤城信幸「12万年前の海進期における渥美半島中央部の福江面の形成について：赤羽根・泉・野田の3地区に分布する福江面の形成過程」、67-83頁。DOI: 10.24484/sitereports.125810-91274。
  - 藤城信幸「田原市における1944年の昭和東南海地震の被害状況について 田原町柳町・赤羽根村の倒壊家屋を地形・地質との関係から探る」、84-102頁、2013-03-30。DOI: 10.24484/sitereports.125810-91275。

渡辺崋山について＝単行本（展示図録ほか）
- 渡辺崋山ほか 画、田原市博物館 編『渡辺崋山と弟子たち』静岡・常葉美術館コレクションによる平成16年秋の企画展、田原市博物館、2004年。
- 渡辺華山、椿椿山、田原市、田原市博物館、崋山会、中日新聞社『渡辺崋山・椿椿山が描く人物画 : 19世紀の迫真 (レアリスム) に出会う』特別展、田原市博物館 編、2005年。

会期・会場: 平成17年9月3日-10月16日。田原市博物館
- 『渡辺崋山と周辺作家 : 田原の風に乗って崋山の世界へ : 平成17年春の企画展』田原市博物館館蔵名品選、田原市博物館 編、田原市博物館、2005年。
- 谷文晁、渡辺崋山ほか 画『江戸後期の新たな試み : 洋風画家谷文晁・渡辺崋山が描く風景表現』渡辺崋山没後170年・田原市博物館/秋の企画展、田原市博物館 編、田原市博物館、2011年。
- 渡辺崋山、椿椿山 画『渡辺崋山・椿椿山が描く花・鳥・動物の美 』田原市制施行10周年・渡辺崋山生誕220年・田原市博物館開館20年記念企画展、田原市博物館 編、田原市博物館、2013年。
- 渡辺崋山、田原市博物館、崋山会、中日新聞社『渡辺崋山の神髄』田原市制施行15周年：田原市博物館開館25周年記念：特別展、田原市博物館、2018年。NCID BB27099203。

会期・会場：2018年9月8日-10月21日。田原市博物館。
- 田原市教育委員会、田原市博物館『渡辺崋山』田原市教育委員会（田原市博物館）、2021年。CRID 1130290680939371162。

渡辺崋山について＝定期刊行物
『研究紀要・田原の文化』、旧称『研究紀要』第6巻、2015年
- 木村洋介「田原城三ノ丸跡に建つ『渡邉崋山之碑』について」4-30頁、DOI: 10.24484/sitereports.125810-91271。

『研究紀要・田原の文化』第7巻、2015年。
- 鈴木 利昌「渡辺崋山・椿椿山の縮図冊からさぐる学画内容」田原市教育委員会文化生涯学習課 編、巻頭2・4-38頁。
- 山田 哲夫「資料を通して見る 渡辺崋山と滝沢馬琴」田原市教育委員会文化生涯学習課 編、巻頭1・39-87頁。

単行本＝その他
- 平井誠一、田原市博物館、田原市教育委員会、中日新聞社『平井誠一展:色彩思考の変遷:SeiichiHirai』田原の美術：田原市博物館・田原市渥美郷土資料館企画展、田原市博物館、2018年。NCID BB27691537。

会期・会場：2018年10月27日-12月9日。田原市博物館・田原市渥美郷土資料館。
- 田原市博物館 編『浮世絵展：物語と風景とこわ〜い絵』田原市博物館令和元年夏の企画展、2019年。

会期・会場：2019年7月20日-9月8日。田原市博物館
- 田原市博物館、田原市教育委員会、崋山会『海から広がる渥美半島展』田原市博物館令和4年度企画展、田原市博物館、2022年。

小冊子
- 2015年第5巻以降、出版を継承。田原市教育委員会〈田原の文化財ガイド〉NCID BB03915709。
  - 田原市教育委員会 編『田原市のはじまり旧石器、縄文時代のたはら』〈田原の文化財ガイド1〉、2009年。
  - 田原市教育委員会 編『田原 (たはら) を築 (きず) いた人 (ひと) びと ：ふるさとの偉人 (いじん) を訪 (たず) ねる』田原市教育委員会〈田原の文化財ガイド2〉 、2011年。
  - 田原市教育委員会 編『渥美半島の城館』田原市教育委員会〈田原の文化財ガイド3〉、2012年。
  - 田原市教育委員会（文化生涯学習課）編『渥美半島の自然を知る』田原市教育委員会〈田原の文化財ガイド4〉、2015年。
  - 田原市教育委員会（田原市博物館）編『渥美半島の戦争遺跡』田原市教育委員会（田原市博物館）〈田原の文化財ガイド5〉、2015年7月。NCID BB19396087。
  - 田原市教育委員会（田原市博物館）編『渡辺崋山』田原市教育委員会（田原市博物館）〈田原の文化財ガイド6〉、2021年。NCID BC11839421。

## 関連資料
本文の典拠ではない資料。
- 新垣 夢乃「Ⅲ．田原市博物館を訪ねて」『国策紙芝居 地域調査報告、非文字資料研究センター　News Letter』第49号別冊、神奈川大学日本常民文化研究所 非文字資料研究センター、2023年03月、13-14頁。ISSN 2432-549X、。掲載誌名と出版者の欧文表記あり（『News Letter』Research Center for Nonwritten Cultural Materials, Institute for the Study of Japanese Folk Culture, Kanagawa University）。pdf形式。